# Darkness in the Light
Darkness in the Light è il quinto album in studio del gruppo musicale metalcore statunitense Unearth, pubblicato nel 2011.

## Tracce
1. Watch It Burn – 4:06
2. Ruination of the Lost – 3:35
3. Shadows in the Light – 3:45
4. Eyes of Black – 3:53
5. Last Wish – 3:06
6. Arise the War Cry – 3:55
7. Equinox – 2:58
8. Coming of the Dark – 3:07
9. The Fallen – 3:35
10. Overcome – 3:11
11. Disillusion – 3:37

## Formazione
Gruppo
- Trevor Phipps - voce
- Buz McGrath - chitarra
- Ken Susi - chitarra, voce
- John Maggard - basso, cori

Collaboratori
- Justin Foley - batteria